# Pixies
Pixies é uma banda americana de rock alternativo formada em Boston, Massachusetts em 1986. O grupo separou-se em 1993 por divergências mas voltou-se a juntar em 2004. Os Pixies encontraram pouco sucesso no seu país de origem, algo que não se refletiu na Europa, em especial no Reino Unido (embora tenha sido moderado).
A sua música foi muito influenciada pelo punk e surf rock, e embora fosse bastante melódica, também era capaz de conter material mais pesado. Francis era o principal compositor e vocalista do grupo. Geralmente escrevia letras enigmáticas sobre temas pouco comuns, como OVNIs e o surrealismo. Referências a instabilidade mental, imagens bíblicas violentas, violência física e incesto são feitas em diversas músicas.
Os Pixies são frequentemente catalogados de pioneiros do rock alternativo do início dos anos 1990. O fã assumido da banda, Kurt Cobain, declarou certa vez que tudo que ele queria é ter uma banda que pudesse soar como os Pixies e tendo consciência de sua importância para a carreira dos Nirvana garantiu, juntamente com o tributo de outras bandas, que o legado e influência dos Pixies continuasse a crescer após o seu desmembramento.

## História
A banda foi formada em Boston, Massachusetts, no começo de 1986 por Charles Thompson – que depois mudaria seu nome para Black Francis – nos vocais e guitarra base, e também por seu companheiro de quarto na universidade, Joey Santiago, na guitarra solo.
Depois de anunciarem nos classificados vagas para a banda, encontraram Kim Deal, uma baixista de Ohio, que tocara antes em sua cidade natal numa banda chamada The Breeders. Pouco depois recrutaram o baterista David Lovering (amigo de Kim Deal), formando assim os Pixies.
A banda, antes restrita ao underground americano, começou a chamar a atenção da imprensa em 1988, e o LP Surfer Rosa foi considerado o álbum do ano por boa parte da crítica musical. Após uma digressão elogiada, o conjunto gravou Doolittle, seu disco de maior sucesso de público e crítica; de quebra, uma das canções ainda conseguiu ser um hit radiofônico: "Here Comes Your Man".
Foi justamente no auge da banda, no entanto, que começaram a surgir as primeiras brigas internas, que dois anos mais tarde selariam o fim dos Pixies. Mesmo assim, em 1990 o quarteto lançou Bossanova, que atingiu o terceiro lugar nas paradas britânicas, demonstrando que, apesar da repercussão modesta no seu país de origem, os Pixies eram mais queridos na Europa.
No ano seguinte, em meio vários shows (inclusive alguns abrindo para o U2, que na época lançara Achtung Baby), chegou em novembro o derradeiro trabalho da banda, Trompe Le Monde. Na época, houve o início da explosão do rock alternativo (especialmente da vertente grunge) nos EUA, com Sonic Youth, Nirvana, Pearl Jam e The Smashing Pumpkins estando entre os principais expoentes - sendo as últimas três bastante influenciadas por ninguém menos que os pioneiros Pixies ao lado dos novaiorquinos do Sonic Youth. Kurt Cobain, líder, vocalista e guitarrista do Nirvana chegou a admitir que "Smells Like Teen Spirit", o maior hit do Nirvana e hino da geração de 90, foi uma tentativa de imitar os Pixies.
Após uma carreira muito prestigiada pelo público indie, a banda acabou oficialmente em 1992, devido à 'diferenças musicais' entre Kim e Frank, voltando para uma turnê mundial em 2004, tocaram pela 1ª vez no Brasil no Curitiba Pop Festival em 2004.
Em 2006, foi lançado o documentário LoudQUIETloud: Um filme sobre os Pixies, dos diretores Steven Cantor e Mathew Galkin, narrando a história da banda.
Foi anunciado em Abril de 2009, que toda a discografia da banda iria ser reeditada. Uma compilação com os cinco discos de estúdio e um DVD de 1991. Tendo o nome de Minotaur.
No dia 11 de outubro de 2010, a banda se apresentou na Fazenda Maeda, em Itu, São Paulo no Festival SWU: Começa com Você.
Em 2013 foi anunciado no Twitter da banda a saída da baixista Kim Deal que já vinha lançando músicas novas e também sendo aclamada pela volta com sua antiga banda The Breeders. Duas semanas depois os Pixies lançam sua nova música: "Bagboy" e então anunciam a nova baixista: Paz Lenchantin. (Em 2015 foi revelada a possibilidade da banda fazer uma turnê com Robert Plant, ex-vocalista do Led Zeppelin para uma séria de apresentações na América do Norte).
Em 2014, o Pixies voltou a se apresentar no Brasil para tocar na edição nacional do Lollapalooza, no Autódromo de Interlagos, em São Paulo.
O primeiro álbum com a nova baixista chamado Head Carrier contém 12 faixas e lançado 30 de setembro de 2016. O primeiro single disponibilizado foi Um Chagga Lagga.
O disco seguinte viria em 2019 e se chamaria Beneath the Eyrie.
Em 2022 a banda lança outro disco, chamado Doggerel.

## Integrantes
| Formação atual - Black Francis – vocal, guitarra rítmica e violão (1986–1993, 2004–presente) - David Lovering – bateria, percussão, vocal de apoio, ocasionalmente vocal principal e baixo (1986–1993, 2004–presente) - Joey Santiago – guitarra solo, ocasionalmente vocal de apoio (1986–1993, 2004–presente) - Emma Richardson – baixo, vocal de apoio e ocasionalmente vocal principal (2024–presente) Ex-integrantes - Kim Deal – baixo, vocal de apoio e ocasionalmente vocal principal (1986–1993, 2004–2013) - Paz Lenchantin – baixo, violino, vocal de apoio, teclado e ocasionalmente vocal principal (2016–2024; integrante de apoio 2014–2016) Ex-integrantes de estúdio - Simon Archer – baixo (2012) Ex-integrantes de apoio - Kim Shattuck – baixo (2013; morta em 2019) |

## Discografia

### Álbuns de estúdio
- Surfer Rosa (1988)
- Doolittle (1989)
- Bossanova (1990)
- Trompe Le Monde (1991)
- Indie Cindy (2014)
- Head Carrier (2016)
- Beneath the Eyrie (2019)[16]
- Doggerel (2022)
- The Night the Zombies Came (2024)

### EPs
- Come on Pilgrim (1987)
- EP1 (2013)
- EP2 (2014)
- EP3 (2014)

### Compilações
- Death to the Pixies (1997)
- Complete 'B' Sides (2001)
- Wave of Mutilation: Best of Pixies (2004)
- Minotaur (2009)

### Álbuns ao vivo
- Pixies at the BBC (1998)